# Ampolleta (nàutica)

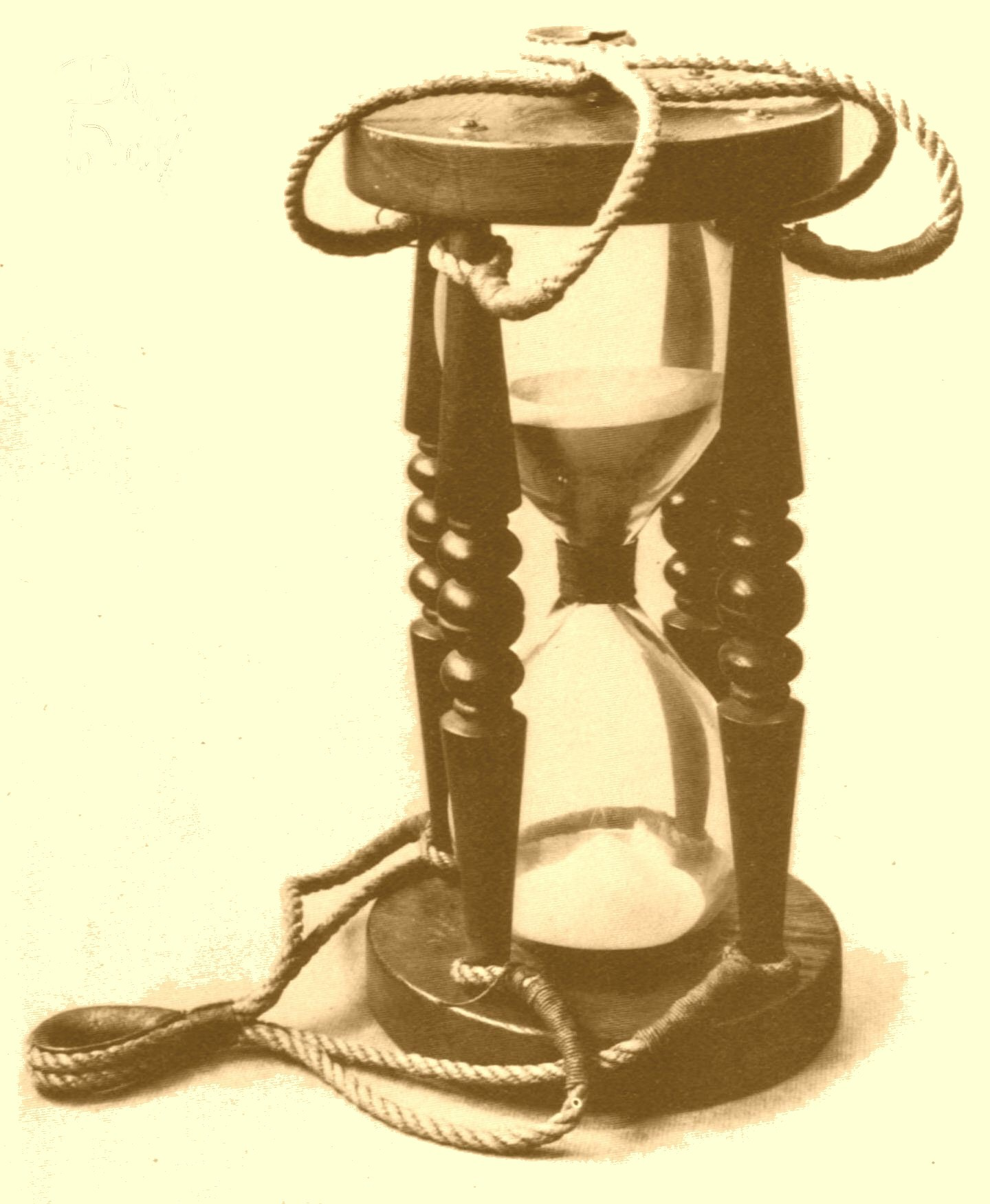
Ampolleta reversible amb un suport "penjable" de quatre columnes

Una ampolleta o bé ampolleta d'hores (també coneguda en l'antiguitat com clepsamia) és un rellotge de sorra usat en la navegació marítima per estimar el temps que es navega en un rumb determinat i poder calcular així la posició per estima. Originalment constava de dues fioles de vidre col·locades una sobre l'altra i connectades per l'extrem amb un tub. El progrés de bufat del vidre va permetre a partir d'un moment donat fer-les d'una sola peça.
Normalment s'emprava una ampolleta de 30 minuts que servia també per marcar les guàrdies de 4 hores (8 ampolletes).
S'utilitzava una ampolleta més petita (de 28s. o 14s. de duració) juntament amb la corredora, per mesurar la velocitat del vaixell en nusos.
La fiola plena de sorra o material similar (partícules finament moltes d'estany o plom) es col·locava en la part superior i per efecte de la gravetat, la sorra fluïa lentament i de manera constant cap a la fiola inferior. Una vegada havia fluït tota la sorra a aquesta fiola inferior, es podia girar l'ampolleta per mesurar un altre període.
L'ampolleta no era un instrument del tot precís per a mesurar de forma fiable el pas del temps, hi havia diversos factors que podien afectar la durada del flux de sorra: la humitat dins de l'ampolleta, l'homogeneïtat del gra de la sorra, el diàmetre interior del tub d'interconnexió desgastat pel flux de sorra, la posició més o menys horitzontal, l'efecte dels moviments d'acceleració o desacceleració del vaixell, tots ells podien influir en el flux de la sorra i, per tant, en el temps mesurat.

## Història

### Antiguitat

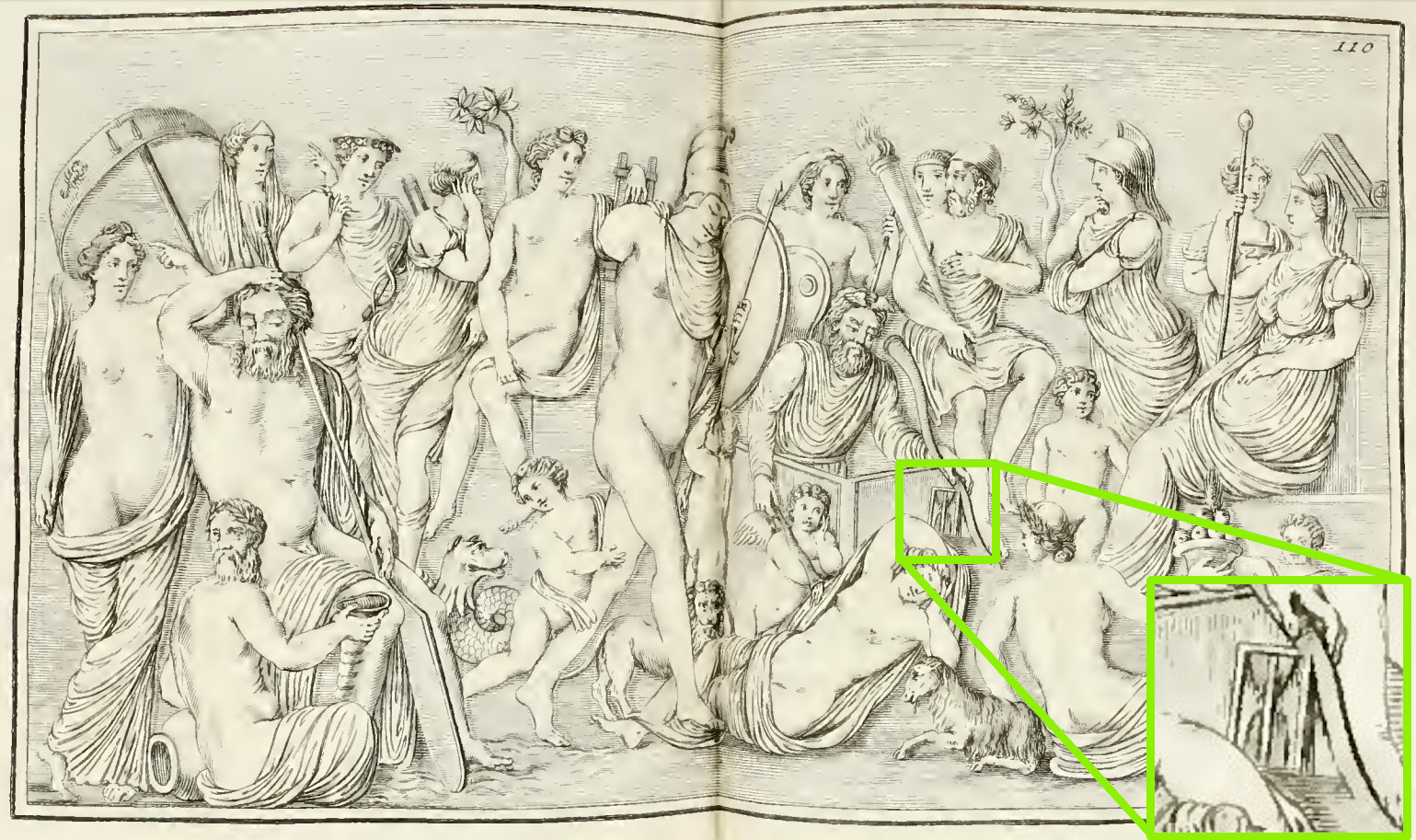
Sarcòfag (350 dC), que representa les noces de Peleus i Tetis (ampliació amb la clepsamia en mans de Morfeo)

Al contrari que el seu predecessor, la clepsidra o rellotge d'aigua, l'origen remot de la clepsamia (rellotge de sorra) no és clar, es creu que la seva invenció va poder tenir lloc a l'antic Egipte. Un llibre italià atribueix l'invent a Arquimedes.
- Segons l'Institut Americà de Nova York, la clepsamia va ser inventada a Alexandria al voltant del 150 aC.[9]

- Segons el Diari de l'Associació Britànica d'Arqueologia les anomenades clepsamies estaven en ús abans de l'època de Sant Jeroni (335 dC), a qui se sol representar amb una calavera i una clepsamia, entre altres símbols.[10]

- La representació més antiga d'una clepsamia conservada fins als nostres dies es troba en un sarcòfag del 350 dC., en les seves parets hi ha un baix relleu que representa les noces de Peleus i Tetis. Va ser descobert a Roma al segle xvii, i estudiat per  Winckelmann al segle xix,[11] qui va comentar que hi havia una clepsamia a les mans de Morfeu.[12][13]

### Edat mitjana

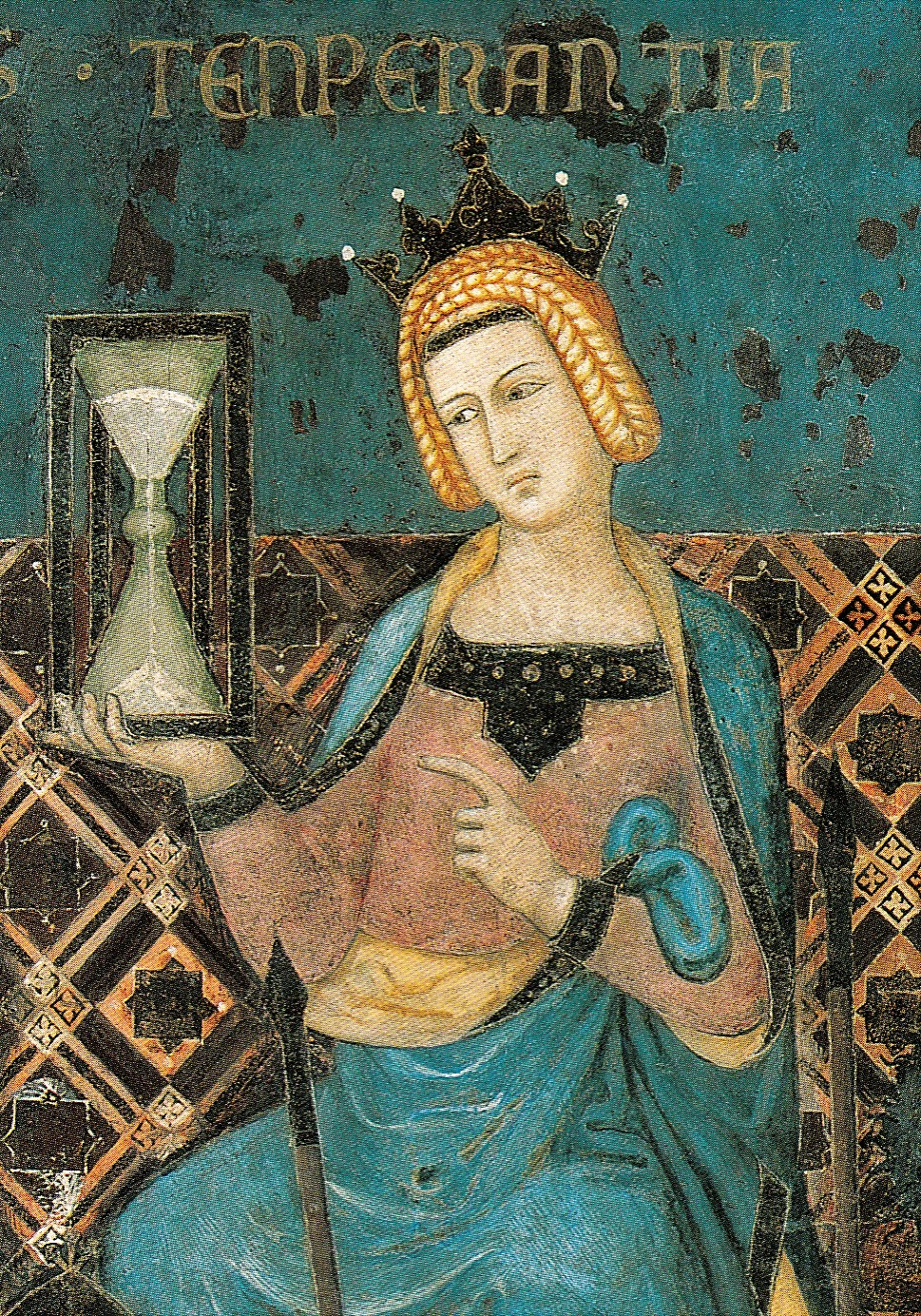
Temprança amb una clepsamia; Al·legoria del Bon Govern 'detall de Lorenzetti ", 1338

Curiosament, des de l'època romana desapareix per complet dels registres històrics fins que es torna a introduir en l'Europa medieval.
Avui dia una gran part de científics especialitzats en l'estudi de les formes de mesurar el temps considera que les ampolletes nàutiques medievals són un invent català que va sorgir al segle x, i que al segle XII els venecians van aprendre el procés de fabricació i en van produir. Les referències documentades clares apareixen a l'època de Ramon Llull (segles XIII i XIV). El gran historiador de la navegació David Watkin Waters afirma que les ampolletes nàutiques, igual que els rellotges de sorra tenen un origen català.
Una de les imatges més antigues és una representació del 1338 en el fresc Al·legoria del Bon Govern d'Ambrogio Lorenzetti. Hi ha una referència literària anterior (1309-1312) en els "Documenti d'Amore" de Francesco da Barberino, que parlen d'un “arlogio” per a saber les hores navegades.

Els registres escrits on apareix l'ampolleta nàutica són en la seva majoria dels quaderns de bitàcola dels vaixells europeus i de les llistes de provisions. Un d'aquests registres és un rebut de venda de Thomas de Stetesham, secretari de la nau Anglesa "La George", el 1345:
| « | "The same Thomas accounts to have paid at Lescluse, in Flanders, for twelve glass horologes (" pro xii. orlogiis vitreis "), price of each 4½ gross', in sterling 9s. Item, For four horologes of the same sort (" de eadem secta "), bought there, price of each five gross', making in sterling 3s. 4d." | » |

Una altra referència es troba en un extens inventari de les coses propietat de Carles V de França que estaven en el seu poder al moment de la seva mort el 16 de setembre de 1380. Hi ha un article citat com "heures de naviguer" de l'estudi del rei al seu castell de Saint Germain en Laye, que es descriu de la següent manera:
| « | "'Item ung grant orloge de mer, de deux grans fiolles plains de sablon, en ung grant estuy de boys garny d'archal. (..Article un rellotge de mar gran, amb dos grans ampolles plenes de sorra, en una gran caixa de fusta guarnida amb llautó.. | » |

Esta documentat en les cartes a la seva filla Violant d'Aragó, ambdós fets, que Joan el Caçador li va regalar l'Atles Català a Carles V de França com a obsequi l'any 1375, i també aquest "orloge de mer" o "heures de naviguer" a través de dita Violant, quan Carles encara era només príncep (sent, per tant, abans de 1356 quan va prendre el lloc del seu pare a la presó). En la tramesa Joan li demana un manuscrit de Joan de Mandeville, "per traduir-ho a la llengua aragonesa". Aquest punt és cabdal per saber la llengua de l'original demanat, atès que no li diu "per traduir-lo a la llengua catalana" que era amb la que es comunicava Joan amb la seva filla -implicant que no li feia falta cap traducció- d'altra banda, si n'hagués tingut a Catalunya una còpia en llengua catalana no hauria demanat l'original a la seva filla, aquest fet demostra que el manuscrit en mans de Violant d'Aragó estava escrit en la llengua vehicular entre Joan el Caçador i la seva filla, en català.

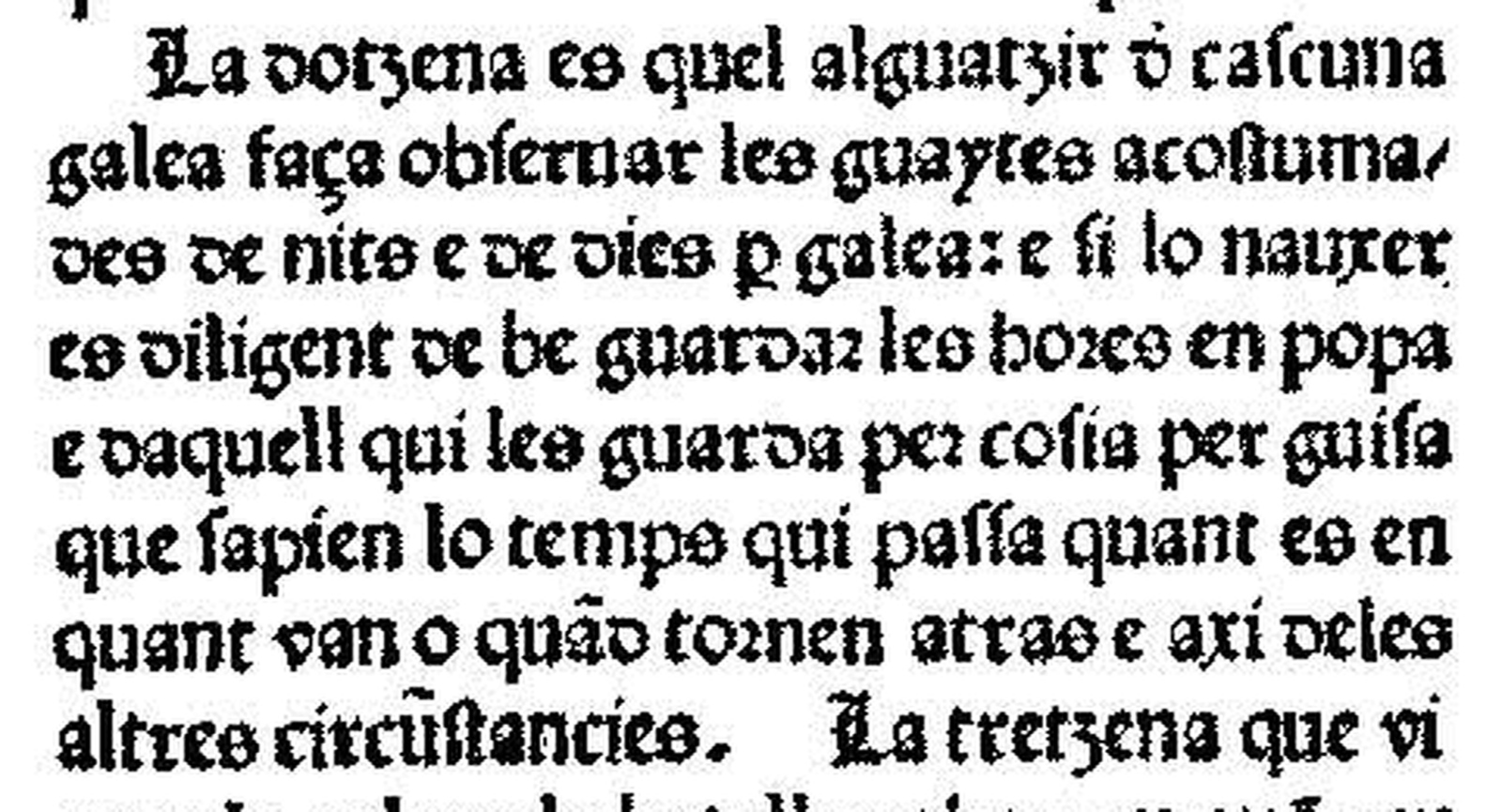
Dotzè del Crestià (Valencia; edició de 1484 d'un text anterior a 1392)

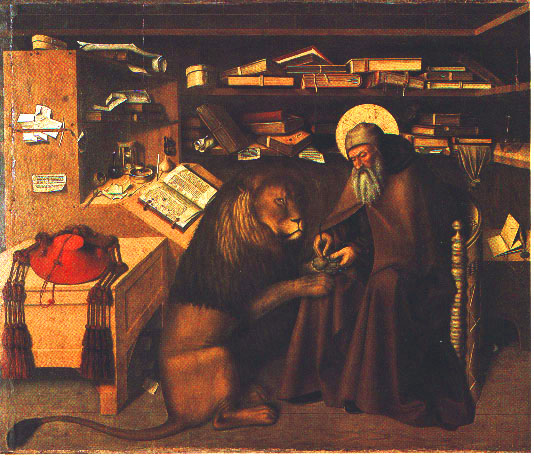
Sant Jeroni (Jeroni d'Estridó) al seu estudi. Vegeu un rellotge de sorra a l’esquerra. Pintura de Colantonio c. 1446.

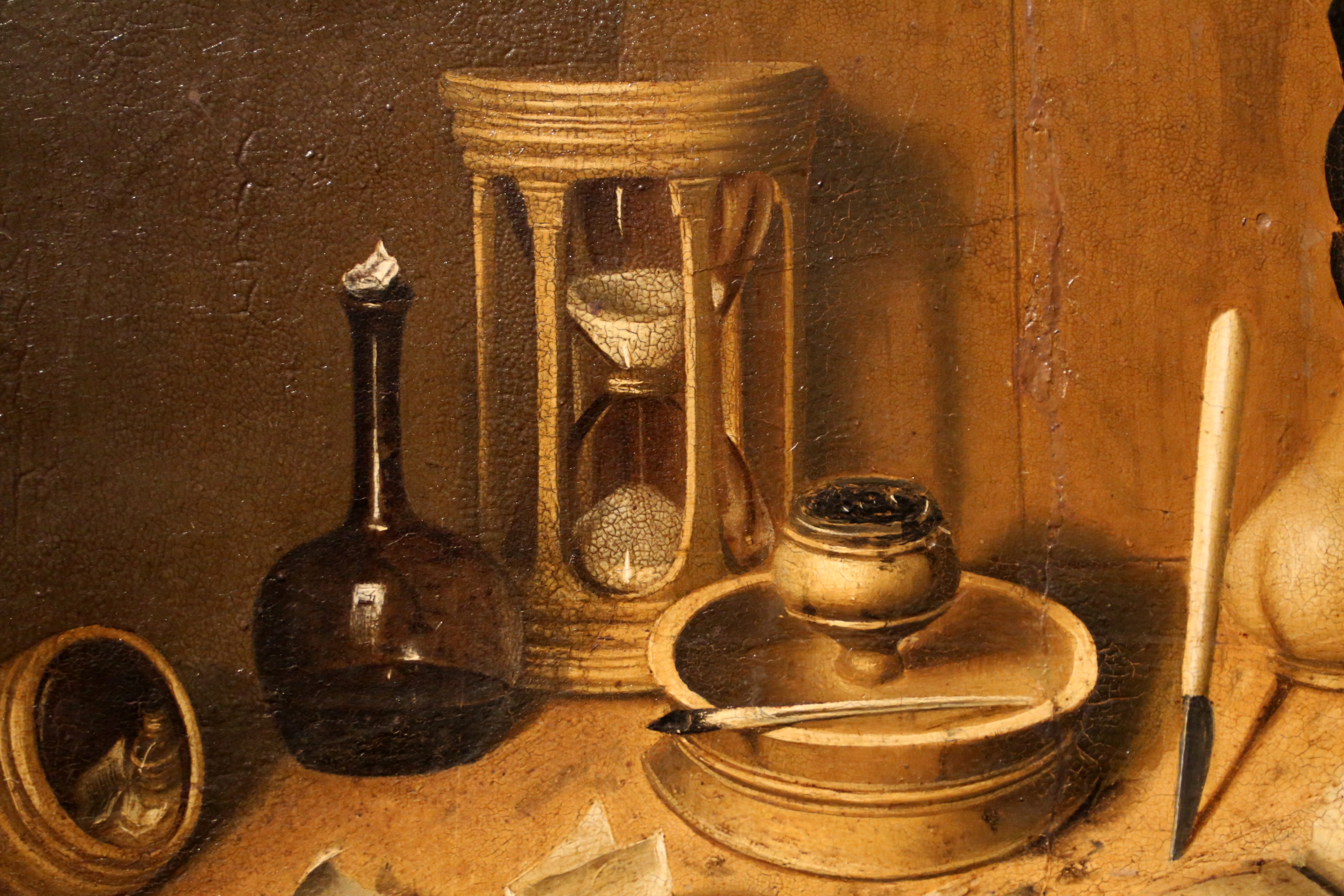
Detall de la pintura de sant Jeroni.

El més interessant de la referència de Carles V de França, és que una ampolleta d'hores es defineix com "ung grant orloge de mer" ("un gran rellotge de mar "), això juntament amb el fet que la primera explicació del seu ús en el mar apareix en el treball de Francesc Eiximenis "el dotzé del Crestià" (trobat per M.Llauradó) i que l'hi va donar com a regal la seva tia Violant d'Aragó, suggereix que, en aquest període, la importància d'un rellotge de sorra estava comunament relacionada amb el seu ús en el mar i la seva demanda de fabricació va poder haver-se originat a partir de les necessitats de navegació de la Corona d'Aragó, ja que la flota catalana era una potència marítima al Mediterrani.
- Francesc Eiximenis en el Dotzè del Crestià parlava de la guerra naval i de la disciplina i ordre que cal observar en els vaixells. Pel que fa a la mesura del temps escrigué el següent:[28]

| «                                 | La dotzena és quel alguatzir de cascuna galea faça observar les guaytes acostumades de nits e de dies. E si lo nauxer és diligent deu bé guardar les hores en popa e daquell qui les guarda per cosia. Per guisa que sapìen lo temps qui passa quan és en quan van o quan tornen atràs e així de les altres circumstàncies. | » |
| — Dotzé del Crestià; cap CCCXXXVI | |   |

- 1404. El rellotge mecànic de la Seu Vella de Lleida s'espatlla i les hores es toquen amb la campana de les hores manualment (seny de les hores servit per dos sonadors). El temps es controla amb 12 rellotges de sorra (hores de vidre) comprades a Barcelona. El mecanisme de fer sonar consta d’una politja i 12 cordes.[29]

- c1422. Leonardo Dati. En un poema parla de «l’oriolo», l’ampolleta.

| «                                                                             | Bisogna l' oriolo per mirare , Quant' ore con un vento siano andati , E quante miglia per ora arbitrare E troveran dove sono arrivati. S' egli è di notte si cacciono in mare E quando son dalla terra scostati. Vanno la notte con più sentimento E temperan le vele a poco vento. | » |
| — La sfera libri quattro in ottava rima scritti nel secolo 14. Leonardo Dati. | |   |

- Drassanes de Barcelona. Any 1488 . En uns inventaris és parla de forma clara i precisa d'una ampolleta de vidre per a passar mitges hores amb el seu guarniment de fusta.

| «                                                                                              | It. una ampolleta de vidre ab son gorniment de fusta per passar miges hores | » |
| — Les costums maritimes de Barcelona universalment conegudes per Llibre del consolat de mar... |                                                                             |   |

- Un tractat posterior, el manuscrit francès Stolonomie dels anys 1547-1550, diu que cada galera ha de portar: “...Quatres ampoulletes à sablon pour mespartir les gardes à heures...”. Una frase molt similar a la catalana d'Eiximenis.[32]

### Mallorca 1541
A la visita de Carles V aquest fou rebut de manera triomfal. Mallorca va organitzar tota mena d'actes commemoratius, construint arcs adornats amb rètols simbòlics, amb la participació de ciutadans disfressats representant al·legories. Una crònica descriptiva dels actes ofereix dues referències interessants a l'ampolleta.
- Ramon Llull era representat amb una ampolleta i un bàcul.

| « | ... Ramon Lull doctor il·luminat nostre : vestit de burell blanch qui tenia en la mà dreta unas horas: y en la squerra un gaiato... | » |

- Hi havia una senyora que representava la navegació amb unes hores i una brúixola. La descripció demostra la equivalència entre “ampolleta” i “hores”.

| « | ... A la altra part sots lo dit arch triomfal debaix la volta havia una altra senyora que tenia sobre lo cap un relotge o horas de vidre de ampolleta. Y en la una mà tenia una buxola de navegar. Y en l'altra mà un timó de un vexell: dins lo qual ells estava dreta : navegant a velas plenas sobre la mar : que era sens gabias y sens bombardes ni armes . Y deya’s Navigatio... | » |

## Importància de l'ampolleta en la navegació

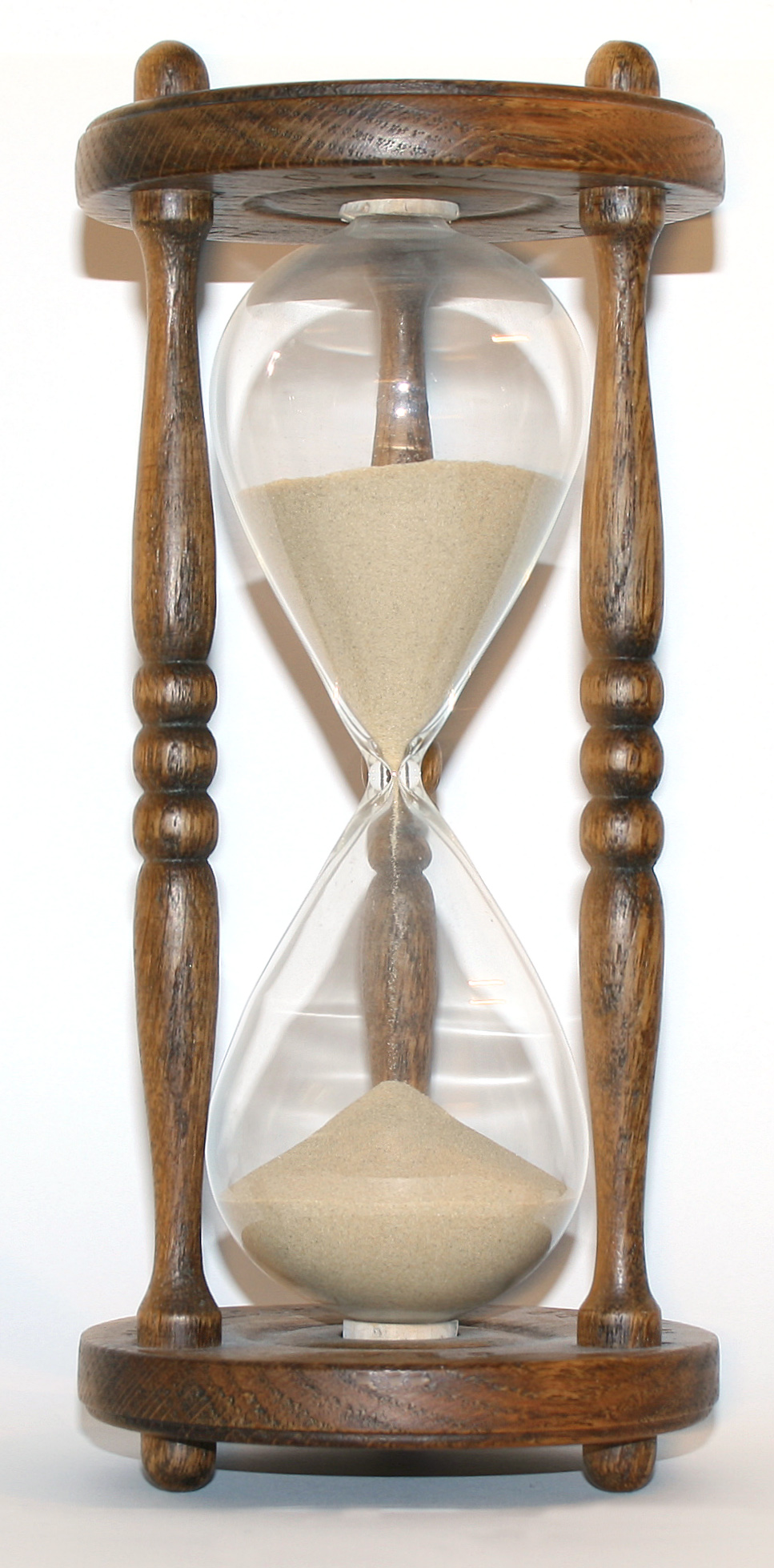
Ampolleta de timoner amb un suport de tres columnes.

Les ampolletes eren imprescindibles en els vaixells, ja que eren el mesurament de temps més fiable en el mar. A diferència de la clepsidra, el moviment de la nau durant la navegació no afecta l'ampolleta de forma important. El fet que l'ampolleta utilitza un element polvoritzat, en lloc de líquid, permetia mesuraments més precisos, ja que l'aigua de la clepsidra era molt sensible al moviment del vaixell i era propensa a condensar-se en el seu interior durant els canvis de temperatura. Els marins van trobar que l'ampolleta era capaç d'ajudar-los a determinar la distància navegada per estima fins i tot la longitud, (en graus a l'est o a l'oest a partir de cert punt), amb una precisió raonable.
Les ampolletes d'hores usades a Catalunya des de 1380, atès que la humitat del mar impregnava la sorra (alterant-ne la durada), es va acabar havent de substituir la sorra per un element (suposadament) menys higroscòpic: closca d'ou triturada, etc.. i fins i tot pols de plom.
La referència més antiga en castellà és del diari d'en Colom, és a dir que, documentalment, el seu ús a Catalunya és 100 anys anterior que el seu ús a Castella i fins i a tot Portugal."Creemos que aquele vocábulo (ampolheta) é de origen espanhola".
En la navegació de llarga distància a través de l'oceà obert, l'ampolleta per mesurar lapses de temps era un instrument tan important com la brúixola per conèixer el rumb. Portava la quantitat de sorra adequada per mesurar un lapse de mitja hora, a cada buidatge de tota la sorra se l'anomenava una ampolleta i vuit ampolletes (quatre hores), definien una guàrdia. El rumb al que es navegava mostrat per la brúixola, amb el temps donat per l'ampolleta juntament la velocitat estimada pel pilot (més tard mesurada amb la corredora), registrats en el diari de bord, permetien al navegant traçar la posició del seu vaixell sobre una carta de navegar.
Multiplicant la velocitat estimada pel pilot, pel temps que s'havia mantingut un rumb determinat, donava la distància navegada. Aquest és el mètode simple que s'anomena navegació per estima (Llull: Navigatio est ars, cum qua nautae per mare sciunt navigare).
Per poder-ho anotar amb precisió, excepte en una emergència, l'abatiment, els canvis de rumb (canvi de bord en cenyida, orsada, navegant al través o trasluada anant amb el vent de popa), es feien al moment de completar una ampolleta, així el pilot podia calcular amb més precisió la distància navegada en aquest rumb.(Vegeu figura 1). 

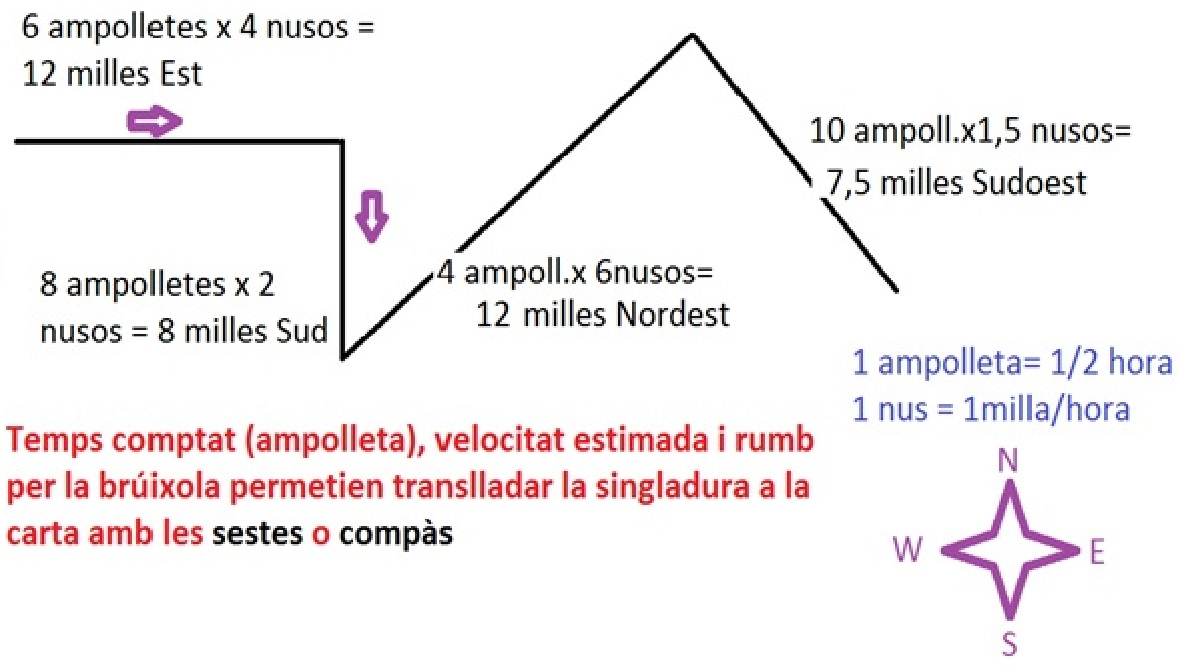
Figura 1. Croquis de la navegació medieval per estima (amb brúixola, ampolleta i compàs de puntes).

Fins a principis del s. xix, en què es va poder navegar amb les distàncies lunars, la navegació per estima, contrastada de tant en tant amb la mesura de la latitud amb el quadrant (bastó de Jacob, astrolabi, octant) va ser l'únic sistema a l'abast dels navegants per navegar el globus terraqüi, per aquest motiu l'ampolleta fou tan important per als navegants, encara que en terra ferma per saber l'hora, ja feia més de quatre-cents anys que s'usaven rellotges mecànics (a part dels de sol i les clepsidres).
No va ser sinó fins al segle 18 que els germans Harrison, John i James, van arribar a construir un cronòmetre marí que millorava significativament la precisió de l'ampolleta. Prenent en el seu quart prototip elements de disseny del rellotge de butxaca, van arribar a fabricar un cronòmetre marí capaç de mesurar el temps amb suficient precisió guanyant el premi ofert pel Board of longitude. En el seu segon prototip van calcular el viatge des d'Anglaterra a Jamaica, amb només un error de càlcul de cinc segons el 1761.

## Ampolleta de timoner

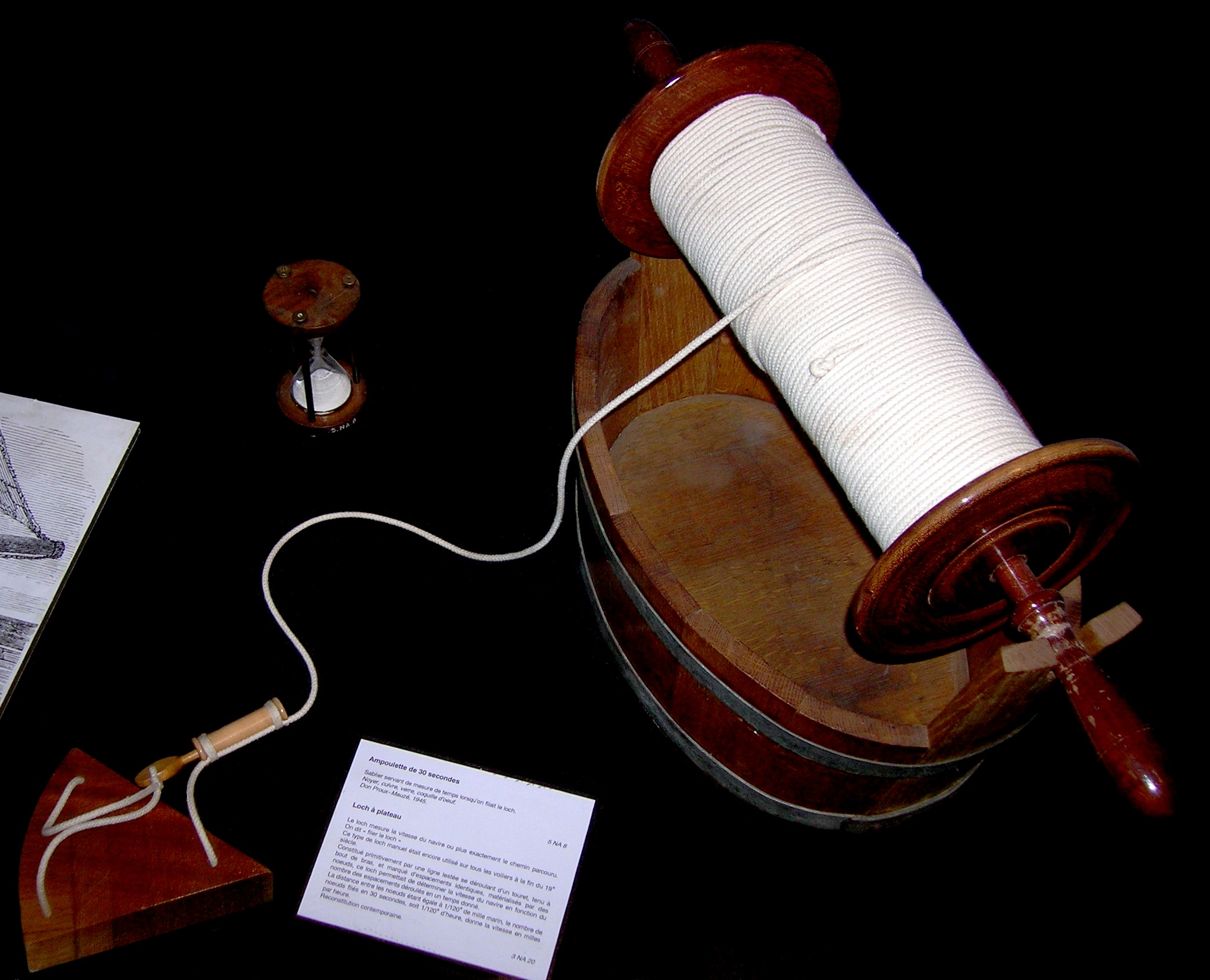
Ampolleta de corredora al centre-esquerra.

Es va utilitzar en els vaixells per mesurar períodes de mitja hora. El timoner era l'encarregat de donar-li la volta. Començava amb el sol de migdia, fent un toc de campana, al cap de mitja hora dos tocs, i així successivament. Però si un mariner volia fer disminuir la guàrdia, només havia de girar ampolleta abans que estigués completament buida
En la preparació del viatge de Fernão de Magalhães al voltant del món, va aconseguir 18 ampolletas per a la seva flota, juntament amb l'encomana de Carles V, atorgada a Barcelona, per trobar la ruta occidental fin el Maluco (a les illes de l'especieria). Hi havia un servent del vaixell (un patge) que tenia com a feina fer girar les ampolletes, i així es podia registrar el temps de navegació de la nau en cada rumb, per al càlcul de l'estima. Migdia era l'hora de referència per a la navegació, que no depenia de l'ampolleta, ja que el marca el sol quan arriba al seu zenit. De vegades es fixaven en un mateix marc més d'una ampolleta, cadascuna amb una diferent durada de temps, per exemple, 1 hora, 45 minuts, 30 minuts i 15 minuts.

### Comptar les ampolletes

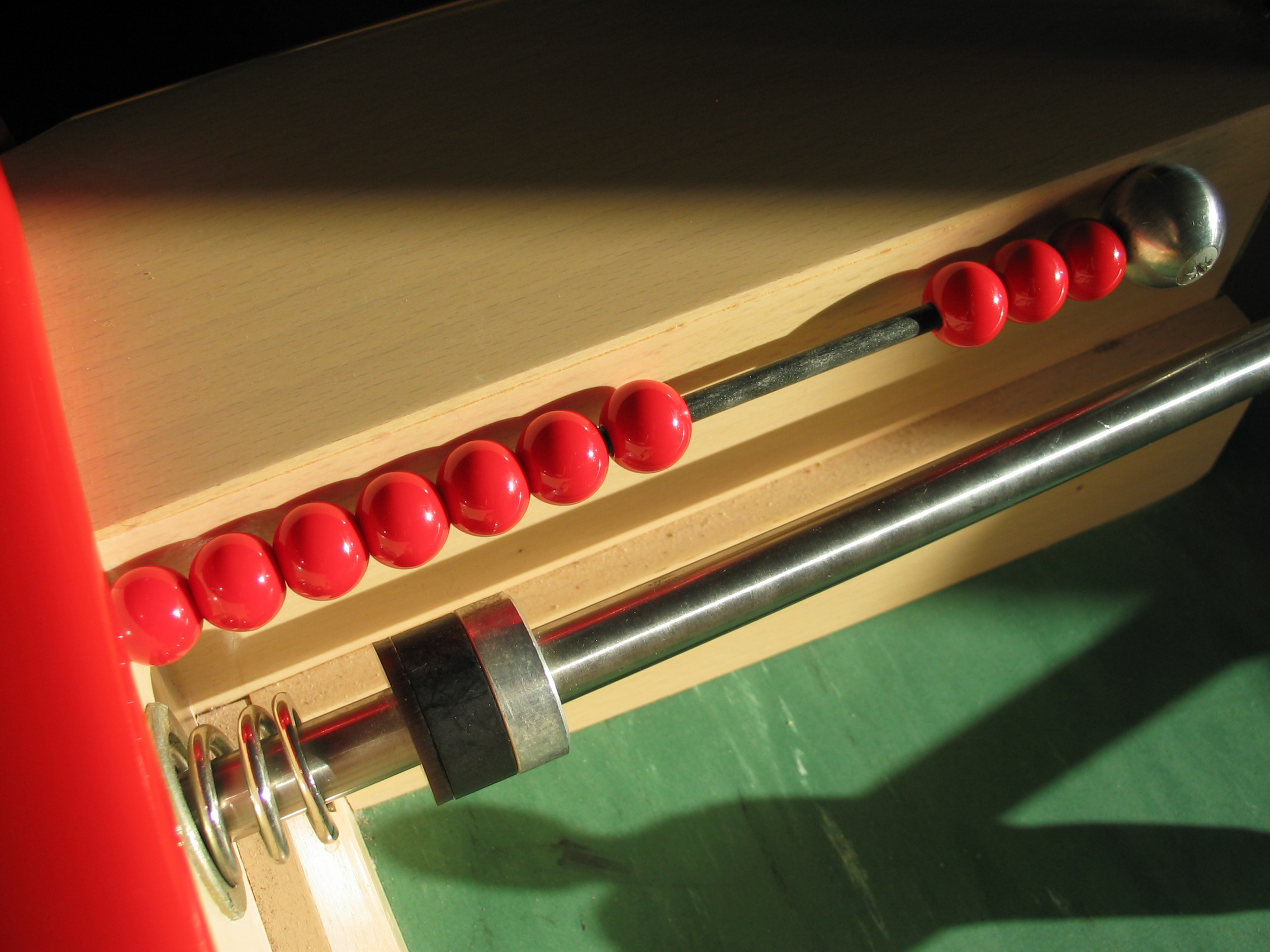
Comptador marcador de boles d'un futbolí modern.

En l'obra de Pantero Pantera, L'Armata navale, s'esmenten: “...due ampollette con le sue molle”. Augustin Jal, en el seu Glossaire Nautique, reprodueix la cita.
Aquestes molle, molla en singular i en italià, no eren altra cosa que comptadors d'ampolletes.
Consistien en unes quantes boles enfilades en un filferro subjecte en un marc (sistema molt semblant als comptadors de billar o futbolí actuals).
A cada ampolleta passada, el responsable desplaçava un bola (o dena), facilitant el compte de les ampolletes (cadascuna equivalent a 30 minuts).

## Ampolleta de corredora
A partir del segle xvi es va utilitzar una ampolleta més petita (de 28s. o 14s. de duració) juntament amb la corredora, per mesurar la velocitat (en nusos) del vaixell respecte a l'aigua. El procediment era el següent:
 Un mariner manejava la corredora i un altre l'ampolleta. El de la corredora la llençava per la popa i deixava córrer la primera part perquè s'estabilitzés dins l'aigua. El mariner anava deixant córrer el cordill de la corredora deixant-lo passar lliurement per la seva mà i en notar el primer nus cantava "marca !". Al moment el de l'ampolleta la invertia i el temps començava a córrer mentre el del cordill anava comptant els nusos segons anaven passant deixant el torn al de l'ampolleta per cantar "marca !, en el moment que s'havia buidat tota la sorra, aleshores el del cordill agafant-lo fortament, mesurava la fracció entre nusos que havia passat des de l'última marca i cantava (p.e.): "cinc nusos i quart ! 
Els nusos de la corda estaven separats 1/120 de milla, i atès que 30 segons és 1/120 d'hora, es podia establir fàcilment la velocitat en milles per hora.